# 佐藤大宗
佐藤 大宗（さとう たいしゅう、1993年10月20日 - ）は、日本の近代五種の選手。2024年パリオリンピックの近代五種競技の銀メダリスト。自衛隊体育学校所属の自衛官（2024年8月現在の階級は2等海曹）。

## 経歴
青森県青森市出身。少年時代には少林寺拳法で県大会優勝の経験がある。青森山田中学校・高校卒業。中学校及び高校では水泳部に所属し、平泳ぎで東北大会出場経験がある。水泳を活かせる仕事に就きたいという考えもあり、2012年に海上自衛隊に入隊したのち、2013年に自衛隊体育学校に入り、近代五種競技を始める。
2019年（令和元年）12月に開催された第59回近代五種全日本選手権大会で男子個人4位に終わったことで日本代表から外され、東京オリンピック出場を逃す。このことから一度は引退を決意していたが、競技を続行をし、オリンピック男子エペ団体メンバーと練習し、フェンシングの強化に取り組む。
2021年（令和3年）11月に開催された第61回全日本選手権の男子個人で初優勝。
2022年（令和4年）6月に開催されたW杯ファイナルのハンガリー大会で、内田美咲との男女混合リレーで2位となった。
2023年（令和5年）に開催されたW杯第4戦のソフィア大会で日本勢個人初のメダルとなる男子個人2位。同年の杭州アジア大会では男子団体で銅メダル、男子個人で6位。同年11月の第63回全日本選手権では男子個人で2年ぶりに優勝した。
2024年パリオリンピックの近代五種競技で1542点で最終順位が2位となりオリンピックの近代五種競技における日本人初のメダルとなる銀メダルを獲得した。近代五種が五輪競技になって112年、日本勢はオリンピックの近代五種競技において過去にメダル獲得はおろか入賞の記録もなくこの銀メダル獲得は日本勢初のメダル及び入賞となった。近代五種日本の競技人口はわずか50人、その逆境を跳ね返してのメダル獲得に、佐藤の地元である青森市はこの偉業に対し、市民栄誉賞を授与することを即日発表した。

## 人物
1歳上の兄がおり海上自衛隊で衛生員として勤務している。兄と同じく海上自衛隊に入隊した。父は厳格な人物で、東京オリンピック出場を逃して一度引退を決断した際は父の言葉を聞いて、現役続行を選んだ。父は2022年頃より認知症を患って入院している。
初めて出場したパリオリンピックの前、大会に向けての意気込みとして「死ぬ気で戦う」と語っているが、これはパリオリンピック前に面会した時に前述の認知症で入院している父から「死ぬ気でやってこい」と激励を受けたからである。
当初は短気な性格で、射撃で的を外すといらついて負の連鎖に陥り伸び悩んだ。2018年に右足を負傷し、その療養中に始めたメンタルトレーニングで精神面の成長を遂げ、射撃でのいらつきが解消され、成績も向上した。
オリンピックの近代五種競技では2028年より馬術競技が廃止される予定だが、佐藤はこれに抗議し、2022年のW杯ハンガリー大会のフェンシング競技の際、「Keep Riding & Change the Rules」（乗り続けてルールを変えよう）と書かれたTシャツを披露した。この行動に国際近代五種連合は警告を出した。2024年のパリオリンピック出場前には、馬術廃止について「メダルを取ることができたら、一緒に練習してくれた（体育学校保有の）馬への恩返しにもなる。（馬術が行われる）最後の試合として、きっちりけじめをつけて帰ってきます」とコメントしている。